# Романів (селище)
Рома́нів (у 1933—2003 роках — Дзержинськ) — селище в Житомирському районі. Одне з найбільших селищ в Житомирській області. Розташоване приблизно за 11 км від залізничної станції Разіне на лінії Шепетівка — Бердичів і за 67 км від обласного центру — міста Житомир.

## Географія
Селищем протікає річка Лісова, притока Тетерева.

## Назва
Історія містечка засвідчує такі колишні назви поселення — Колуково (поселення, яке ніби знаходилось у давнину поблизу сучасного Романова), Романів (можливо, названий в честь батька Данила Романовича Галицького — Романа Галицького), Дзержинськ (прокомуністична назва з 1933 по 2003 рік). 9 липня 2003 року рішенням Верховної Ради № 1076-IV райцентру повернуто назву Романів.

## Демографія
| 2 901                                  | 7 127 | 4 000 | 7 930 | 8 385 | 8 262 (за всеукр. переписом) | 8 126 | майже 8 000 (за статист. даними) |
| В період з 1925 по 2011 рік (тис. ос.) |       |       |       |       |                              |       |                                  |

Чисельності наявного населення селища станом на 01.01.2021 становить 7318 осіб.
За даними перепису населення СРСР 1939 року чисельність населення становила 7 119 осіб, з них українців — 4 392, росіян — 334, німців — 100, євреїв — 1 720, поляків — 496, інших — 77.

### Мова
Рідна мова населення за даними перепису 2001 року:
| Мова       | Чисельність, осіб | Доля     |
| ---------- | ----------------- | -------- |
| Українська | 8 032             | 97,93 %  |
| Російська  | 141               | 1,72 %   |
| Інші       | 29                | 0,35 %   |
| Разом      | 8 202             | 100,00 % |

## Історія
Древній Романів виник задовго до того як став згадуватися в письмових джерелах. Територія сучасного Романова і прилеглих сіл ще в глибоку давнину була заселена слов’янським плем’ям древлян. Першим документом, в якому згадується Романів, є Литовська метрика XV ст.. З цього документу черпаємо повну інформацію щодо населення Романова, занять його жителів і розміру податків, які сплачували жителі Романова на утримання Житомирського замку. Основними заняттями були: землеробство, скотарство, бортництво тощо. Територія сучасного Романова і прилеглих сіл ще в глибоку давнину була заселена слов'янськими плем'ям деревлян. Засноване в 1471 році. Історія містечка пов'язана з родинами Острозьких, Ілінських та Стецьких.

Палац Ілінських — згорів зимою 1877 року

На початку XVI століття в Романові налічувалося 18 дворів данників і тяглових та два слуги. У 1505 році король польський та великий князь литовський Олександр Ягеллончик подарував це село намісникові Житомирського повіту Дмитру Олександровичу. Селяни стали кріпаками цього пана, відбували панщину стільки днів, скільки вимагав землевласник, і сплачували йому грошову і натуральну ренти «сорок ведер меду пресного, а двадцять лисиц»
З другої половини XVI століття Романів належав князям Острозьким і був приписаний до їхнього Чуднівського замку.
Т.Чацький заснував у Романові пансіон для жінок.
У 1817 році Романів отримав Магдебурзьке право, за яким міста звільнялися від управління і суду феодала. Воно закріплювало права міських станів — купців, міщан, ремісників. Було юридичним виявом успіхів міського населення в боротьбі проти феодалів.
Встановлювало порядок виборів і функції органів міського самоуправління, суду, купецьких об'єднань, цехів, регулювало питання торгівлі, опіки, спадкування, визначало покарання за різні види злочинів тощо. Воно узаконювало нерівність у правах, зважаючи на стать, походження, віросповідання.
В двадцяті роки XIX століття в маєтку графа Ілінського в Романові працював один з найкращих у Російській імперії оркестр рогової музики під керівництвом Сили Кареліна.
Під час першої світової імперіалістичної війни в Романові, що став прифронтовим містечком, скупчилося чимало біженців, внаслідок чого швидко зріс попит на продукти харчування і предмети першої потреби, підвищились ціни на них. Почала падати реальна заробітна плата. До того ж, селян змушували віддавати значну кількість продовольства інтендантствам, розташованих у містечку частин армії.
9 січня 1918 року в Романові, як і в усьому Новоград-Волинському повіті, була встановлена Радянська влада. Але протрималася вона недовго. В лютому 1918 року Волинь окупували кайзерівці. На боротьбу проти загарбників піднявся весь народ. У ній взяли участь і романівці. Робітники склозаводу створили партизанський загін на чолі з М. О. Холодницьким, який діяв проти окупантів у районі села Голубина. Пізніше цей загін влився до Таращанського полку В. Н. Боженка.
В серпні 1919 року Романову, як і іншим містам і селам республіки, загрожували окупацією польські інтервенти. Тоді Волинський губернський підпільний комітет звернув особливу увагу на селище, як на найближчий пункт польського фронту. Сюди надіслано уповноваженого для роботи серед робітників заводів, створено партійний осередок з шести чоловік, призначено явки і т. д. Зафронтбюро ЦК КП(б)У в свою чергу відрядило п’ять працівників для підпільної роботи.
З квітня по червень 1920 року Романів був окупований військами Пілсудського. Чимало місцевих жителів вступило до лав Червоної Армії, билося з петлюрівцями і польськими інтервентами. У зв’язку з новим наступом польських інтервентів в кінці вересня 1920 року з Новограда-Волинського до Романова були евакуйовані радянські установи й підприємства. За вказівкою губкому КП(б)У до Романова переїхав повітовий ревком. 12 листопада 1920 року в містечку відбувся з’їзд сільських ревкомів, а 21 листопада —з’їзд комітетів незаможного селянства (КНС). Після визволення Романова від польських інтервентів, створено волосний ревком, а при рев-комі — партійний осередок. Цього ж року виникла комсомольська організація.
В листопаді 1922 року на повну потужність почав працювати склозавод «Червоний Жовтень», 1924 року підприємство вже дало прибуток. Одночасно вживалися заходи до налагодження роботи численних шкіряних підприємств. Більші з них було націоналізовано й здано в оренду. Деякі об’єднались у промислову артіль «Шкіркооп». Аналогічні артілі виникали і в інших галузях місцевої промисловості, наприклад, у меблевій (артіль ім. Комінтерну, «Лозоплет» тощо).
Статус селища міського типу з 1923 року. 
У 1926 році районний центр з Мирополя перенесено до Романова, а 1933 — Романів перейменовано на Дзержинськ
10 липня 1941 року Дзержинськ був окупований німецько-фашистськими військами. Розпочалися масові арешти, розстріл мирних громадян.
З січня 1944 року доблесні воїни 322-ї стрілецької дивізії 60-ї армії 1-го Українського фронту під командуванням полковника П. М. Лащенка визволили Дзержинськ від фашистських загарбників. У боях за селище брали участь артилеристи 28-ї винищувальної бригади. В складі 13-ї гвардійської танкової бригади 4-го Кантемирівського танкового корпусу бився за Дзержинськ і Герой Радянського Союзу І. П. Голуб, командир танка Т-34. Патріот загинув і похований у Гордіївці. В боях за склозавод був смертельно поранений Герой Радянського Союзу В. С. Путилін.
У 1966—1972 рр. в Дзержинську широко розгорнулися будівельні роботи. Склозавод, промкомбінат, маслозавод та інші підприємства будують нові цехи та службові приміщення. Відділення «Сільгосптехніка» споруджує станцію для технічного обслуговування автомашин. Зводять приміщення двоповерхового готелю, споруджують кінотеатр, лікарню, будинок культури на 600 місць, двоповерхові дитячі ясла, пологовий будинок. По вулиці Леніна виростають нові житлові будинки. 1970 року побудовано двоповерховий універмаг, приміщення Держбанку та інші.
У 2003 році відновлена історична назва.
Внаслідок Голодомору 1932—1933 за даними різних джерел, у Романівському районі загинуло 572 чол., імена яких на сьогодні встановлено. За даними селищної ради, у 1932—1933 рр. загинуло 10 чол., імена яких на сьогодні встановлено.
Депутати селищної ради одні з перших в Житомирській області перейменували центральну вулицю на «Небесної сотні». За рішенням 37 сесії Романівської селищної ради від 6 березня 2014 вулиця Леніна отримала цю назву.

## Єзуїтська колегія
Визначною освітньою установою Романова була Єзуїтська колегія, заснована у 1811 році в маєтку сенатора Юзефа Августа Ілінського. Офіційне відкриття відбулося 14 березня 1817 року. Заклад розпочав свою діяльність у цегляному будинку сенатора, а згідно з установчим актом від 13 жовтня 1819 року, Ілінський зобов'язався розширити комплекс, збудувавши церкву, колегіум та конвікт на 40 осіб. Для забезпечення діяльності закладу сенатор передав єзуїтам будинок із господарськими будівлями та садом, а також забезпечив щорічне утримання 18 викладачів у розмірі 18 000 злотих.
Навчальний процес розпочався у 1813 році з відкриття шкіл у окремій цегляній будівлі. Спочатку викладались базові предмети - граматика та синтаксис, а з 1816 року програму розширили, додавши поетику та риторику. Того ж року запровадили викладання німецької мови, а з 1817 року - французької та російської мов, а також цивільної архітектури. З 1818 року навчальний план доповнили філософією та математикою. У 1818 році єпископ Каспер Цецішовський направив до колегії 6 семінаристів для вивчення риторики та філософії.
При колегії діяв конвікт (пансіон), відкритий у 1814 році в окремій будівлі. До 1819 року кількість пансіонерів зросла до 24 осіб. Річна плата становила 1500 срібних рублів, що включало проживання, харчування, прання, медичне обслуговування та додаткові заняття з музики, танців, верхової їзди та малювання. Приймали учнів віком від 8 до 12 років, які вміли читати й писати. У 1819 році було збудовано новий просторий конвікт, розрахований на 100 учнів, де кожен мав власну кімнату.
Серед випускників колегії були видатні діячі культури та науки: письменник Юліуш Скрутинський, композитор Фелікс Добжанський, літератор і політик Міхал Грабовський, артилерист Онуфрій Коженьовський, філолог і мовознавець Калікст Козловський та письменник Валеріан Врублевський.
Колегія мала власну бібліотеку, фонди якої поповнювались через аукціонні закупівлі Ілінського та пожертви Полоцького колегіуму. До 1820 року бібліотека налічувала близько 1000 книг. З 1818 року при закладі діяла аптека, утримувана коштом Ілінського під керівництвом світського лікаря.
1 серпня 1819 року було закладено наріжний камінь під будівництво єзуїтської церкви. Однак у 1820 році, внаслідок вигнання єзуїтів з Російської імперії, колегія припинила своє існування.

## Економіка
- ТОВ "Романівський склозавод" (нині не функціонує, все майно належить ТОВ "Вівад-09")
- Романівський маслозавод (ТОВ "Еней")
- Романівський хлібозавод (ТОВ "СтрітФуд")
- Романівська меблева фабрика (ТОВ "Древ-Ко")
- ТОВ "Вівад-09"

## Історія Романівського склозаводу
Завод заснований у 1903 році власником Романова Генріхом Стецьким. Місце для побудови підприємства було вдало вибрано завдяки близькому розташуванню дерева для палива, поблизу знаходилися пісок та торфовища. Головне приміщення виробітку називається так і до тепер — «гута», яка має вигляд куба з вентиляційним дахом. За радянських часів біля приміщення «гути» збудували високі витяжні труби. На заводі функціонували ремонтно-механічний цех, будівельний, шліфовня, транспортна дільниця та ін. Підприємство спеціалізувалося з випуску келихів, графинів, декоративних ваз та декоративних виробів зі скла.
В 1991 році завод очолив Віктор Генріхович Куницький, при якому завод було реконструйовано та розширено територію і збудував декілька складських приміщень. 90-річний ювілей святкували всім селищем, різними гуляннями та концертами, що організовувались керівництвом заводу, працівниками районного будинку культури, гостями з Баранівки, Житомира, Києва та працівниками склозаводу. Прибутки підприємства на той час за день становили майже 91,9 млн карбованців (в оптових цінах).
Станом на 1.01.1994 на заводі працювало понад 1100 робітників з Романова та навколишніх сіл. Після розпаду СРСР завод переживав нелегкі часи, скоротилась кількість робітників. В 1995 році завод стає акціонерним товариством. Хоч і завод приносив величезні прибутки його власникам, однак заробітну плату працівникам не давали. У 2003 році робітники та мешканці відзначали сторіччя підприємства тихо із сумом і при цьому згадуючи 90-річний ювілей. Зупинився завод на 102 році існування через чвари між співвласниками та через несплату боргів за газ, енергоносіїв та ін. Свій 105-річний ювілей завод зустрів непрацюючим і тихим, що незвично для жителів Романова.
Відновив свою діяльність на початку листопада 2009 року. У цеху виробітку введено в дію дві скловарні печі.
Станом на травень 2022 року склозавод більше не функціонує і є, по суті, закинутим, хоча його територія та наявне майно було придбано приватною компанією.

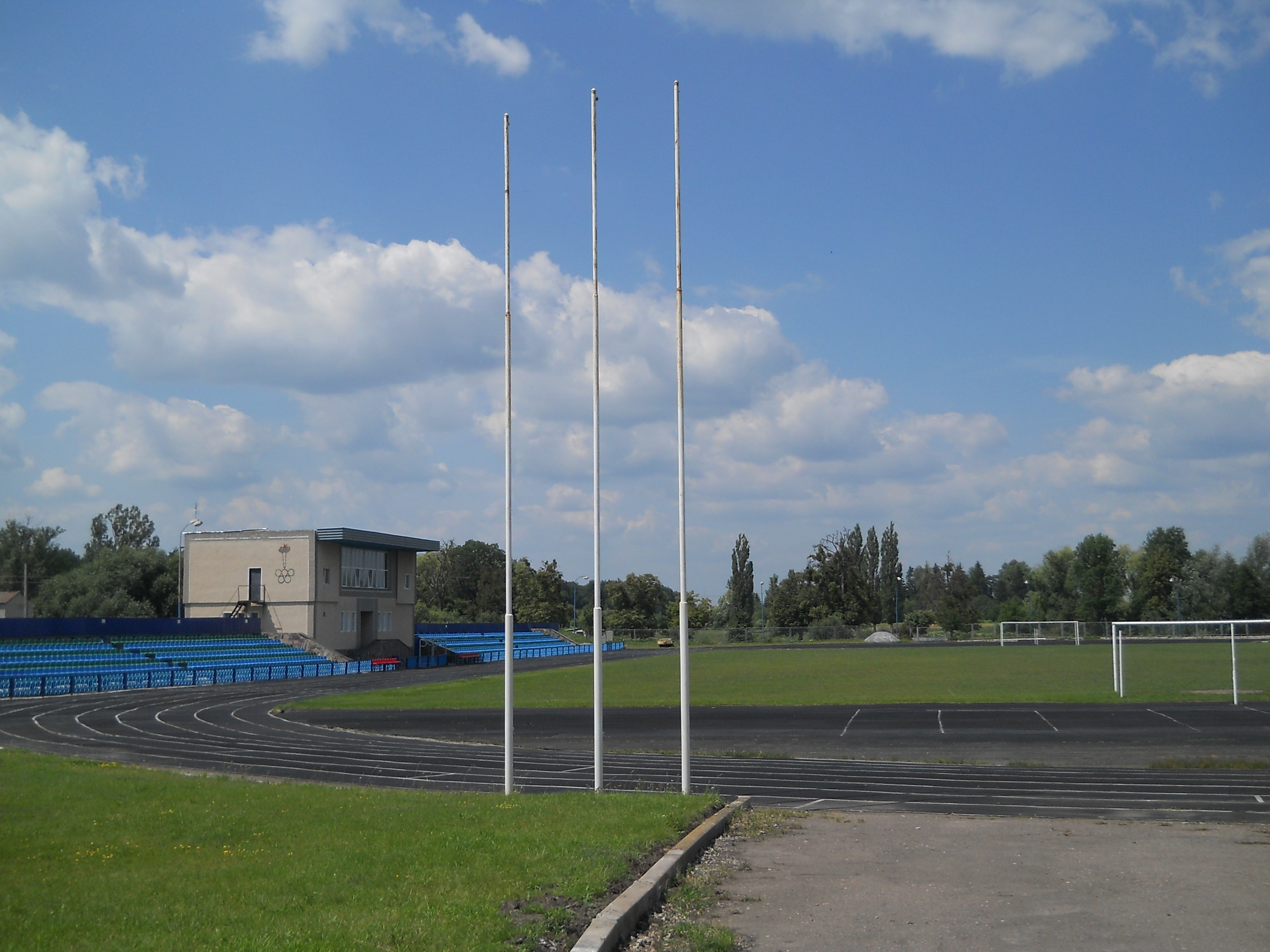
Центральний районний стадіон

## Відомі люди
- Добржинський Ігнатій-Фелікс — композитор першої половини XIX ст.
- граф Йосип Август Ілінський — польський і російський генерал.
- граф Ян Станіслав Ілінський — польський композитор і поет.
- Ільков Олександр Володимирович (1975—2022) — сержант Збройних Сил України, учасник російсько-української війни, що загинув у ході російського вторгнення в Україну в 2022 році.
- Кондратюк Юрій Павлович — Заслужений працівник культури України
- Ігор Дмитрович Ліховий — екс-міністр культури і туризму України
- Сергій Францович Лялевич (1981—2015) — сержант Збройних сил України, загинув у боях за Дебальцеве.
- Развадовський Віктор Йосипович — народний депутат України
- Тарасюк Борис Іванович — український політик, міністр закордонних справ
- Казимир Трухановський[pl] — прозаїк та перекладач польського походження
- Чепіль Володимир Васильович (1971—2015) — старшина Збройних сил України, учасник російсько-української війни.
- Яцюк Володимир Макарович — вчений-шевченкознавець, поет, заслужений діяч мистецтв України[10].